# O Som da Terra a Tremer
O Som da Terra a Tremer é um filme de drama português, de 1990, realizado e escrito por Rita Azevedo Gomes e produzido por José Mazeda. Esta longa-metragem de ficção marca a estreia de Azevedo Gomes na realização de cinema. O filme é protagonizado por Alberto (papel interpretado por José Mário Branco), um autor que tenta escrever um livro cuja história se entrelaça constantemente com sua vida privada.
O filme estreou no Torino International Festival of Young Cinema, na sua edição de novembro de 1990. Em Portugal, O Som da Terra a Tremer foi apresentado na Cinemateca Portuguesa a 22 de novembro de 1990. Tendo integrado outros festivais internacionais de cinema, o filme nunca viria a ser distribuído comercialmente.

## Sinopse
Alberto é um escritor que não escreve. Vivendo sozinho, apartado do resto do mundo, está em constante contemplação, o que o leva a adiar decisões e confundir realidade com ficção. A narrativa que escreve ou imagina escrever intitula-se O som da terra a tremer. 
O autor visita Isabel, uma mulher real ou imaginada que tem um salão literário e parece estar sempre aguardando algo. Alberto fala-lhe do seu romance: Conta a história de Luciano, um marinheiro que, após passar muitos meses no mar, chega finalmente ao porto de uma pequena cidade estrangeira onde se apaixona à primeira vista por uma rapariga. Ao sentir que vai perder o rasto dessa jovem, Luciano não se separa de Alberto, mas ao desenvolver a sua própria história, assume uma existência em paralelo com a do seu autor.
Com o pretexto de fazer uma viagem, Alberto aloja-se num quarto de pensão em frente de sua casa, de onde espia os seus amigos para ver como reagem ao seu desaparecimento. O que inicialmente seria apenas por algumas horas, prolonga-se até Alberto não mais desejar regressar a casa. Paralelamente, antes de deixar o porto de abrigo, Luciano dá à sua jovem amada um livro com capa de corvo. Ela está tão triste que mal olha para o presente, deixando-o esquecido num café.
Muitos anos depois, o livro acaba nas mãos de um professor que encontra uma carta do marinheiro escondida dentro dele. É uma carta de amor, cuja resposta nunca chegou. Entre o mundo real e o universo de ficção de Alberto é sempre difícil perceber o lugar de cada coisa.

## Elenco
- José Mário Branco, como Alberto.[12]
- Manuela de Freitas, como Isabel.
- Miguel Gonçalves, como Luciano;
  - João Cabral (Voz de Luciano).
- Sara Marques, como Rapariga.
- Miguel Simão, como Cipriano.
- Jean-Pierre Tailhade, como Jean-Pierre.[13]
- Conceição Guerra, como Maria.
- Paulo Rocha, como Porteiro da pensão.
- Francisco Marinho, como 2º Marinheiro.
- João Pedro Bénard da Costa, como Professor.
- Paulo de Sousa Rocha, como Vendedor de livro.
- Carolina Viana, como Afilhada.

## Equipa técnica
- Realização: Rita Azevedo Gomes[14]
- Argumento: Rita Azevedo Gomes
- Direção de fotografia: Acácio de Almeida
- Montagem: Rita Azevedo Gomes, Manuela Viegas e Vasco Pimentel[15]
- Direção de produção: José Mazeda[16]
- Figurinos: Maria Tomás
- Caracterização: Ana Barata e Ana Escada
- Assistente de realização: Sérgio Tréfaut
- Assistente de produção: João Cabral
- Assistentes de montagem: João Pedro Rodrigues e Joaquim Sapinho
- Direção de som: Gita Cerveira
- Sonoplastia: Francisco Veloso
- Mistura de som: Vasco Pimentel
- Música: Wolfgang Amadeus Mozart, Carlos Gardel, Antonio Vivaldi e Johann Sebastian Bach
- Pintura do genérico: António Palolo

## Produção
O Som da Terra a Tremer é uma longa-metragem de Portugal, de 1990, gravada em formato 35 mm, produzida por José Mazeda para a Inforfilmes com o apoio financeiro do Instituto Português de Cinema, RTP e Fundação Calouste Gulbenkian.

### Desenvolvimento

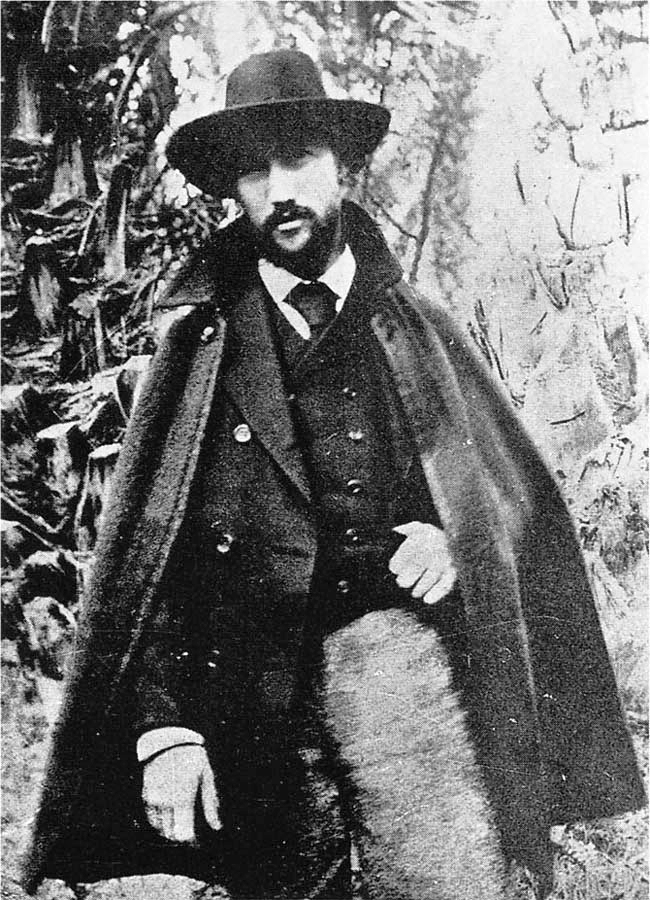
André Gidé, um ano antes da publicação de Paludes, referência do argumento de O Som da Terra a Tremer.

Rita Azevedo Gomes iniciou o trabalhou no argumento de O Som da Terra a Tremer em 1983. Enquanto tentava, ao longo de seis anos, reunir as condições financeiras e técnicas mínimas para realizar a obra, a autora exerceu constantes alterações no guião: "tudo o que eu gostava entrava para o script, mudei o script em casa, sozinha, e depois, quando finalmente fui fazer o filme, fui buscá-lo e ele estava atulhado, metade ficou de fora". O enredo do personagem de Alberto é baseado no romance Paludes de André Gide (Alberto enquanto escritor de salinas em permanente negação), bem como no conto Wakefield de Nathaniel Hawthorne (inspirando a opção de conduzir o personagem a uma pensão onde tenciona passar umas horas e onde ficará para a eternidade). Para além destas referências, o argumento apropria excertos de obras literárias de Ruben A., Albert Béguin, Agustina Bessa-Luís, Mário de Sá-Carneiro e Leonardo da Vinci.
Na fase final de escrita, o personagem de Luciano havia sido desenvolvido para que fosse interpretado pelo ator napolitano Antonio Orlando, uma vez que Azevedo Gomes havia ficado interessada pelas suas prestações em Salò o le 120 Giornate di Sodoma (de Pier Paolo Pasolini) e Der Rosenkönig (de Werner Schroeter). Em julho de 1989, a três dias do início de produção, quando tenta contactar Orlando com os detalhes da deslocação para Portugal, a realizadora é informada da sua morte. Nas suas palavras, "Foi muito violento e eu só tinha três dias para encontrar outro. Estava tudo preparado para o filme, tinha equipa, mas cheguei a perguntar-me ― 'o que é que eu faço? Fecho o filme?' Foi o único script que escrevi a pensar num ator e de repente nada daquilo fazia sentido." Nos dias que se seguiram, Azevedo Gomes procedeu a várias alterações do argumento e deslocou-se ao Bairro Alto em busca de um substituto, onde conheceu um barista, Miguel Gonçalves, que viria a integrar a equipa artística.

### Rodagem
O filme foi rodado em agosto de 1989, em decórs criados pela realizadora, num trabalho de muito controlo. Algumas cenas de exterior foram filmadas na Praia do Guincho.

## Temas e estética
Com este seu primeiro filme, Rita Azevedo Gomes demonstra um estilo que reproduzirá nos seus múltiplos filmes seguintes, que embora partam muitas vezes de obras literárias, resultam sempre em obras cinematográficas marcadas pelo carácter independente e pela sua intuição artística. Desse ponto de vista, o argumento O Som da Terra a Tremer assume-se como o resultado de retalhos de histórias de pessoas com dificuldade de comunicação, com origens múltiplas, em livros que Azevedo Gomes leu, músicas que ouviu, filmes e pinturas que viu ou conversas que escutou. O cinéfilo Olaf Möller denota que este conceito de colagem é extremamente importante para o cinema de Azevedo Gomes e nesta obra, a autora não demonstra intenção de articular ou procurar coesão entre as diversas fontes de inspiração.
A narrativa constrói-se como ficção da sua própria ficção, como se todos os personagens e eventos fossem criações uns dos outros. O filme propositadamente deixa a duvida sobre se e quais personagens são reais ou não. Azevedo Gomes tenta entrelaçar as vidas de pessoas que estão no limiar entre a vida real (Alberto) e o imaginário (Luciano), particularmente na segunda metade do filme. Por vezes, fá-lo por meio de uma sobreposição de movimentos coreografados das personagens. No final da narrativa, entregue a uma eternidade no quarto de pensão, Alberto é de tal modo consumido pela própria ficção idealizada, que leva o espetador a questionar se o escritor não se trata também mais um dos seus personagens. Com Alberto, a autora explora ainda o sentimento de uma inútil contemplação, de decisões sempre adiadas, imaginárias, que condicionam o próprio personagem.
O marinheiro Luciano, que surge como personagem de um romance projetado, mas nunca escrito, parece ganhar vida autónoma e assumir uma paixão real, comprovada pela carta de amor que deixa e que é encontrada pelo Professor. A realizadora descreveu Alberto e Luciano como duas margens paralelas do mesmo rio. Num texto da Cinemateca Portuguesa, associa-se a poesia de Carlos Queirós Ribeiro a O Som da Terra a Tremer, uma vez que não sendo uma referência assumida do guião, o mesmo assume o ambiente de cartas escritas e jamais recebidas, livros com capas de corvos e acasos que não acontecem por acaso.
Em algumas imagens da longa-metragem foram encontradas características do cinema de Manoel de Oliveira, desde logo pelo interesse em reforçar a literatura nas suas obras. O plano que abre o filme, em que a câmara se aproxima de uma janela que separa um escritório de um jardim, foi até considerado oliveiriano por Sérgio Alpendre. Também o modo como Isabel surge da escuridão com um candelabro numa das cenas, foi visto como uma referência às mulheres de Francisca. No entanto, em entrevista, Azevedo Gomes considerou que as suas influências mais diretas são Robert Bresson, Carl Theodore Dreyer, Nicholas Ray e Werner Schroeter.

## Distribuição

### Lançamento
O Som da Terra a Tremer foi ante-estreado a 22 de novembro de 1990, na Cinemateca Portuguesa (Lisboa). Em Portugal, surgia uma campanha contra o "cinema de autor" e o então Secretário de Estado da Cultura, Pedro Santana Lopes, incitou alterações na política do Instituto Português de Cinema em prol de um cinema mais comercial. Este e outros motivos terão inviabilizado qualquer distribuição comercial de O Som da Terra a Tremer em Portugal, uma vez que, nas palavras de Bénard da Costa "era o género de cinema com que os novos senhores queriam acabar, obra insusceptível – disse-se – de chegar a qualquer público." Azevedo Gomes tentou insistir, sem sucesso, para que o filme tivesse um circuito comercial: "Eu pedi isso ao Paulo Branco, ele dizia-me sempre que sim, mas depois nunca acontecia".
Em 2018, O Som da Terra a Tremer foi um dos filmes selecionados pela Cinemateca Portuguesa e Academia Portuguesa de Cinema para passar por um processo de digitalização em alta resolução, num suporte DCP 2K, e consequente edição em DVD e Blu-ray.

### Festivais
Apesar dos inúmeros constrangimentos de lançamento, o O Som da Terra a Tremer foi selecionado para vários festivais europeus (como a edição de novembro de 1990 do Torino International Festival of Young Cinema) e foi, já no século XXI, integrado no âmbito de sessões de retrospetiva da obra de Rita Azevedo Gomes. De entre esses eventos, destacam-se os seguintes:
- 17º Torino Film Festival (Itália, novembro de 1999).[30]
- Festival Internacional de Cinema Independente de Buenos Aires (Argentina, abril de 2014).[31]
- Black Canvas Contemporary Film Festival (México, 2019).[32]
- Lisbon & Sintra Film Festival (Portugal, 2019).[33]

## Receção crítica
Em 1990, O Som da Terra a Tremer foi nomeado para a categoria de Melhor Filme no Torino International Festival of Young Cinema.
Aquando a sua apresentação em Portugal, O Som da Terra a Tremer não foi bem recebido. Bénard da Costa denota que se gerou um silêncio acerca do filme "e os poucos que dele falaram, falaram mal". A Cinemateca Portuguesa apelidou-a de "uma das obras mais inclassificáveis do nosso cinema que só podia suscitar - e suscitou - reacções extremas". Rita Azevedo Gomes descreveu em entrevista este tipo de receção: "houve uma grande divisão nas pessoas sobre o filme e também senti, da parte de cineastas portugueses, uma espécie de - 'está lá quietinha', até de amigos que fazem cinema, - 'faz lá a tua vida mas não te metas nisto, não te queremos cá'. E o facto de eu ter feito um filme com cinco tostões também caiu mal, como se me estivessem a dizer - 'olha esta agora a estragar-nos tudo'. Este terá sido um dos motivos para que a realizadora se mantivesse uma década afastada da ficção cinematográfica, até o lançamento de Frágil Como o Mundo em 2001.
Na sua recenção acerca da obra, Bénard da Costa descreve-a como heteróclita e descentrada, mostrando-se fascinado pelo modo como o filme assume que nenhuma das questões surgidas ao espetador terá uma resposta inequívoca: "Nada nesta obra é símbolo ou alegoria, mas nada também é 'escrita automática', ou solipsismo idêntico ao dos seus personagens".
No século XXI, com a descoberta da filmografia da realizadora, O Som da Terra a Tremer foi alvo de novas considerações mais positivas. Olaf Möller (Mubi Notebook) defende que o filme "é uma explosão de sentimento, pensamento e invenção carregada pelo mais profundo conhecimento do cinema e das artes". Sérgio Alpendre (Revista Interlúdio) elogia os quadros filmados por Azevedo Gomes, destacando um dos planos mais marcantes da obra, em que um marinheiro segura uma maçã: "Rita, então com 31 ou 32 anos, já nos ensinava a filmar o abstrato, a dor da alma, a incerteza da juventude e do envelhecimento". Alpendre termina um texto sobre o filme com uma ideia que Rafael C. Parrode defenderia do seguinte modo: O Som da Terra a Tremer trata-se de uma "obra prima errática e incompreendida ainda hoje".